# Adrian Biddle
Adrian Biddle (ur. 20 lipca 1952 w Londynie, zm. 7 grudnia 2005 tamże) – brytyjski operator filmowy.
Karierę rozpoczął u Ridleya Scotta jako asystent na planie filmu Pojedynek (The Duellists, 1977) i Obcy – ósmy pasażer Nostromo (Alien, 1979). W międzyczasie był autorem zdjęć do filmów reklamowych. Jako autor zdjęć debiutował w filmie Jamesa Camerona Obcy – decydujące starcie w 1986 (Aliens). W 1991 za zdjęcia do filmu Thelma i Louise był nominowany do nagrody Amerykańskiej Akademii Filmowej (Oscar) i Brytyjskiej Akademii Filmowej, a za film 1492. Wyprawa do raju był nominowany do nagrody British Society of Cinematographers. Jest laureatem nagrody Europejskiej Akademii Filmowej za zdjęcia do filmu Chłopak rzeźnika (1998) i dwukrotnym nagrody Minerve Award (za rok 1982 i 1990). Był członkiem Brytyjskiego Stowarzyszenia Operatorów Filmowych (B.S.C.). Ostatnim filmem, nad którym pracował przed śmiercią (zawał serca) był V jak vendetta (2006).

## Filmografia
- Obcy – decydujące starcie (Aliens, 1986)
- Willow (1988)
- Thelma i Louise (1991)
- 1492. Wyprawa do raju (1492: Conquest of Paradise, 1992)
- Sędzia Dredd (Judge Dredd, 1995)
- 101 Dalmatyńczyków (101 Dalmatians, 1996)
- Lemur zwany Rollo (Fierce Creatures, 1997)
- Ukryty wymiar (Event Horizon, 1997)
- Chłopak rzeźnika (The Butcher Boy, 1997)
- Cudotwórca (Holy Man, 1998)
- Mumia (The Mummy, 1999)
- Świat to za mało (The World Is Not Enough, 1999)
- 102 dalmatyńczyki (102 Dalmatians, 2000)
- Mumia powraca (The Mummy Returns, 2001)
- Przekleństwo wyspy (The Weight of Water, 2002)
- Władcy ognia (Reign of Fire, 2002)
- Rycerze z Szanghaju (Shanghai Knights, 2003)
- Pozew o miłość (Laws of Attraction, 2004)
- Bridget Jones: W pogoni za rozumem (Bridget Jones: The Edge of Reason, 2004)
- Demon: Historia prawdziwa (An American Haunting, 2005)
- V jak vendetta (V for Vendetta, 2006)

Powyższa filmografia obejmuje tylko filmy, do których Adrian Biddle był autorem zdjęć, pomija natomiast filmy, w których był asystentem operatora i kamerzystą.